# Platycypha auripes
Platycypha auripes är en trollsländeart som först beskrevs av W. Foerster 1906.  Platycypha auripes ingår i släktet Platycypha och familjen Chlorocyphidae. IUCN kategoriserar arten globalt som sårbar. Inga underarter finns listade i Catalogue of Life.